# КЕ Карой
„Карой“ (на каталунски Club Esportiu Carroi) е андорски футболен отбор от столицата Андора ла Веля, Андора. Отборът играе в Андорската Пример Дивисио – най-високото ниво на андорския клубен футбол.
Основан през 2014 година като футболна академия в столицата Андора ла Веля.
Няма собствен стадион и играе на стадионите на футболната федерация на Андора. Дебют в Примера дивисио прави през сезон 2019/20.

## Успехи
- Примера Дивисио:
  - 7-мо място (2): 2019/20, 2020/21
- Купа на Андора:
  - 1/4 финалист (3): 2019/20, 2020/21, 2021/22
- Втора дивизия:
  -  Второ място (1): 2015/16, 2018/19 (промоция)
  -  Трето място (1): 2017/18